# Canonarque
Un Canonarque est, dans les Églises d'Orient – Églises orthodoxes et Églises catholiques de rite byzantin – un maître de chant ou un lecteur. Le canonarque vérifie que le chœur utilise le texte correct et chante dans le ton approprié. Il assure l'ordre canonique du service liturgique par l'usage approprié du Typicon.
Le canonarque lit les versets du prokeimenon et des textes associés. Dans beaucoup d'églises, la fonction de canonarque est remplie par le diacre, par exemple en chantant les versets du Theos Kyrios.